# Saint-Épain
Saint-Épain ist eine französische Gemeinde mit 1486 Einwohnern (Stand 1. Januar 2022) im Département Indre-et-Loire in der Region Centre-Val de Loire; sie gehört zum Arrondissement Chinon und zum Kanton Sainte-Maure-de-Touraine.

## Geographie
Der Ort liegt am Fluss Manse.
Nachbargemeinden von Saint-Épain sind Neuil im Norden, Villeperdue im Nordosten, Sainte-Catherine-de-Fierbois im Osten, Sainte-Maure-de-Touraine im Südosten, Noyant-de-Touraine im Süden, Crouzilles im Südwesten und Crissay-sur-Manse im Westen.

## Geschichte
Erste Erwähnung im Jahr 774 als „Brigogalus“. Erwähnung der Kirche „Sanctus Spanus“ im Jahr 857. Übernahme des Patroziniums als Ortsname wohl im 11. Jahrhundert. 1790/94 wurde das benachbarte Montgauger eingemeindet.

### Bevölkerungsentwicklung
| Jahr      | 1962 | 1968 | 1975 | 1982 | 1990 | 1999 | 2007 | 2017 |
| Einwohner | 1670 | 1525 | 1338 | 1409 | 1335 | 1418 | 1529 | 1572 |

## Sehenswürdigkeiten
- Kirche Saint-Épain (12./16. Jahrhundert)
- Ruinen des Château Montgoger, Zentrum einer aus dem 11. Jahrhundert stammenden feudalen Herrschaft
- Felskapelle Notre-Dame-de-Lorette (15. Jahrhundert)
- Stadttor aus dem 13. Jahrhundert (Monument historique)

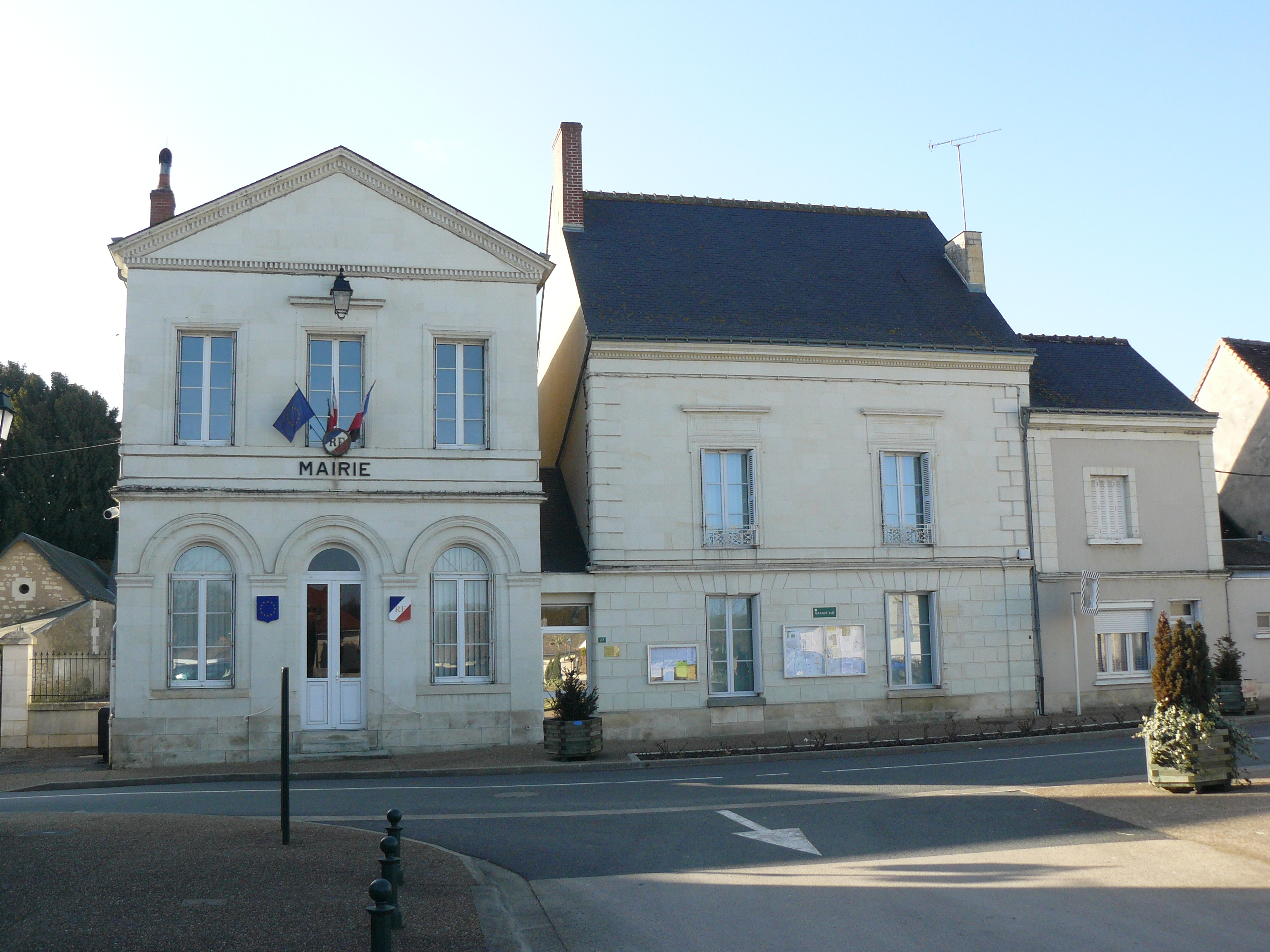
Mairie
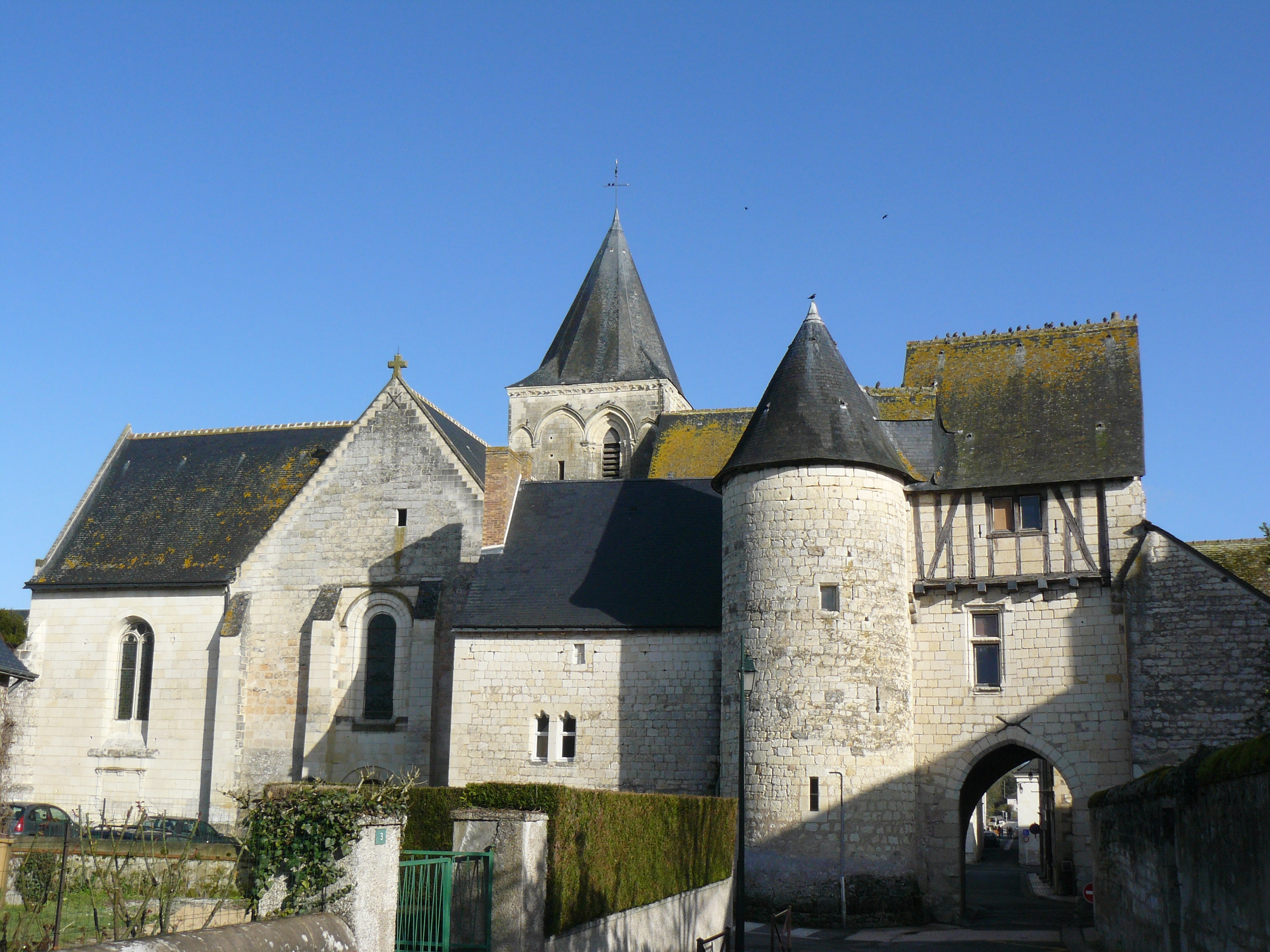
Kirche Saint-Épain
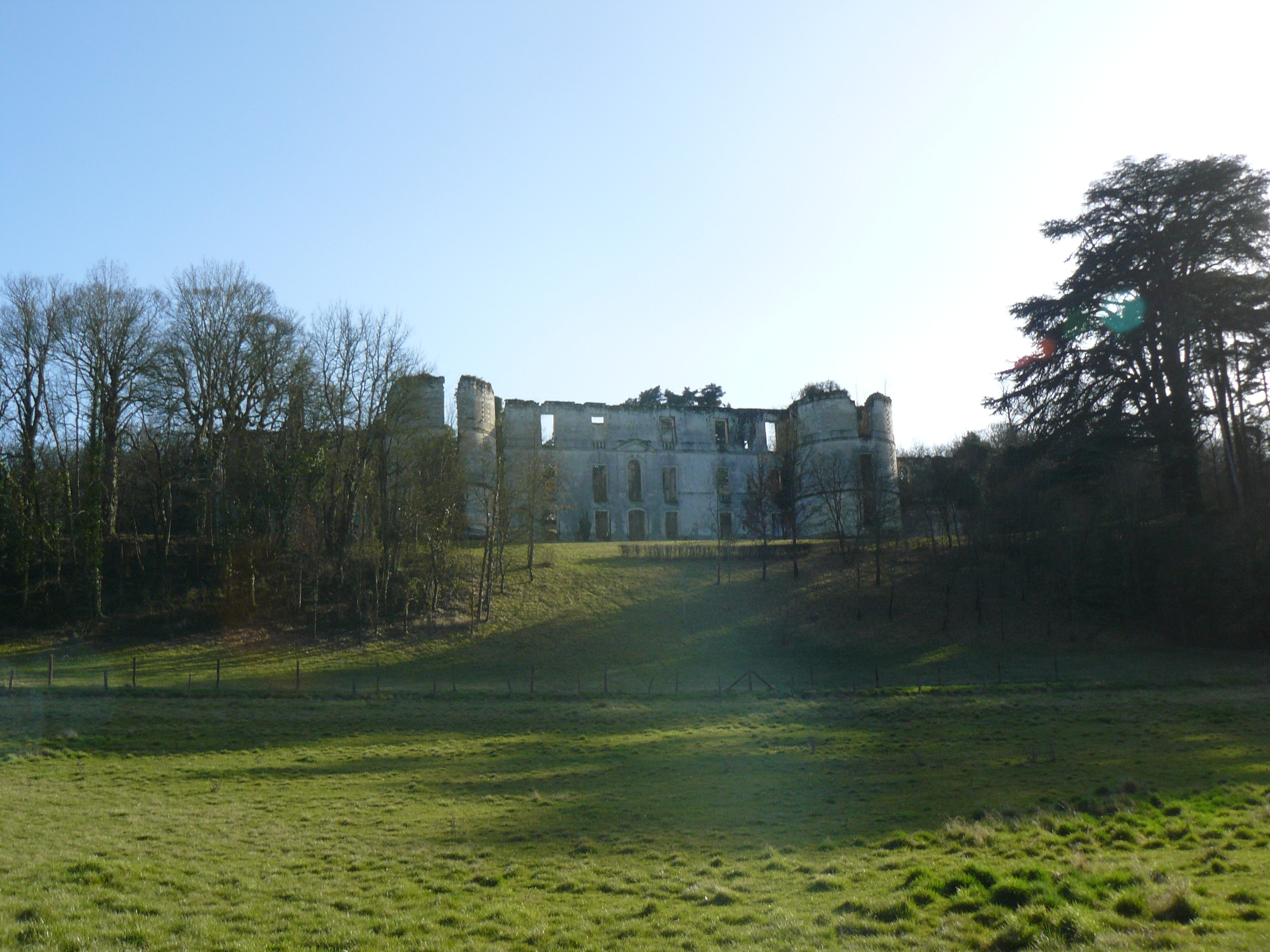
Schloss Montgoger
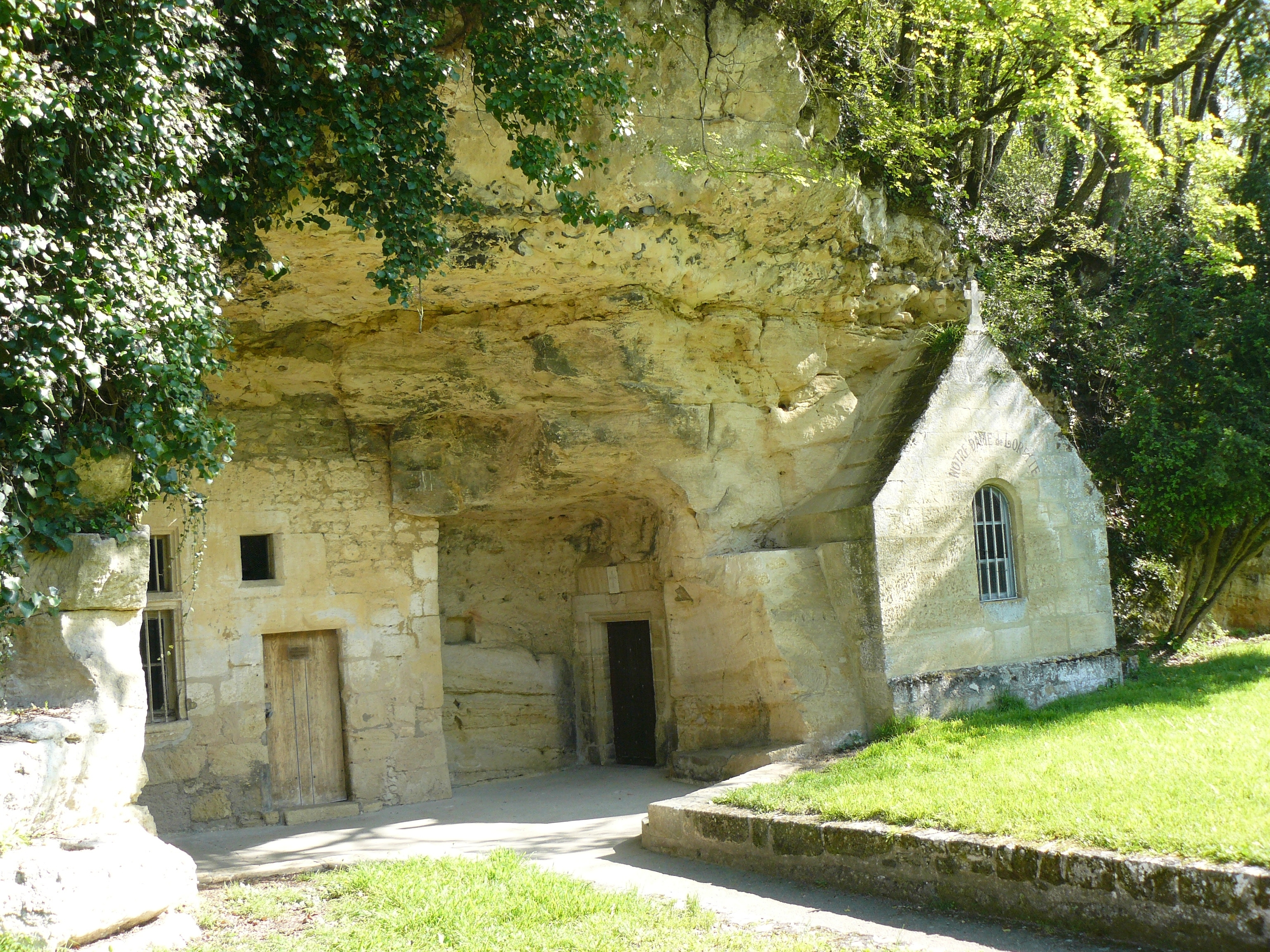
Lorettokapelle